# Любовный переплёт
«Любо́вный переплёт» (англ. The Oranges) — драматическая и романтическая комедия 2011 года режиссёра Джулиана Фарино. В главных ролях Хью Лори, Кэтрин Кинер, Оливер Платт и Эллисон Дженни.

## Сюжет
Дэвид и Пейдж Уоллинг (Хью Лори и Кэтрин Кинер) и Терри и Кэти Острофф (Оливер Платт и Эллисон Дженни) дружат между собой и живут друг напротив друга на Ориндж-драйв в пригороде Уэст-Ориндж в штате Нью-Джерси. Их спокойная и размеренная жизнь идет наперекосяк, когда непутёвая дочь-студентка Нина Острофф (Лейтон Мистер), недавно расставшаяся со своим женихом Этаном (Сэм Розен) из-за его измены, после пятилетнего отсутствия возвращается домой на День благодарения. Вместо того, чтобы заинтересоваться успешным сыном своих соседей, Тоби Уоллингом (Адам Броди), что устроило бы обе семьи, Нина влюбляется в его отца и лучшего друга своих родителей, Дэвида. Когда связь между Ниной и Дэвидом обнаруживается при помощи её матери, Кэти, жизнь обеих семей приходит в полный беспорядок, особенно лучшей подруги детства Нины — Ванессы Уоллинг (Алия Шаукат), от имени которой и идёт повествование. Моральные терзания накануне Рождества заставляют всех членов двух семей пересмотреть своё видение счастья и примириться с собственным одиночеством и бессилием.

## В ролях

### Семья Уоллинг
| Актёр        | Роль           |
| ------------ | -------------- |
| Хью Лори     | Дэвид (отец)   |
| Кэтрин Кинер | Пейдж (мать)   |
| Адам Броди   | Тоби (сын)     |
| Алия Шокат   | Ванесса (дочь) |

### Семья Острофф
| Актёр          | Роль         |
| -------------- | ------------ |
| Оливер Платт   | Тэрри (отец) |
| Эллисон Дженни | Кэти (мать)  |
| Лейтон Мистер  | Нина (дочь)  |

### Остальные
| Актёр               | Роль    |
| ------------------- | ------- |
| Сэм Розен           | Этан    |
| Тим Гини            | Роджер  |
| Кэссиди Кард        | Саманта |
| Хейди Кристоффер    | Мередит |
| Дженнифер Бронштейн | Эми     |

## Производство
Сценарий, написанный Йеном Хелфером и Джеем Рейссом на основе рассказа друзей на забастовке Гильдии сценаристов США, в 2008 году появился в Чёрном списке лучших неснятых работ, в котором также фигурировали фильмы «Бобёр» и «Бесславные ублюдки». В конце концов, режиссёром стал Джулиан Фарино, снявший ранее несколько эпизодов сериала «Красавцы». На роль Дэвида претендовал Ричард Гир, но Фарино отказал, рассматривая только кандидатуру Хью Лори, потому что он «имеет врождённую порядочность для исполнения этой вещи». На 8 февраля 2010 года, Лори все ещё вёл переговоры, а присоединиться к проекту захотели Лейтон Мистер и Мила Кунис. 28 февраля было подтверждено, что Мистер выиграла роль, в то время как Адам Броди, Алия Шокат, Кэтрин Кинер и Эллисон Дженни находились ещё на стадии переговоров.
Лори и Мистер ранее работали вместе, когда она была приглашенной звездой в двух эпизодах сериала «Доктор Хаус». Фарино же знал Мистер по сериалу «Красавцы», где он снял её в роли в первом сезоне. Она прошла броское прослушивание во время подготовок к съёмкам сериала «Сплетница», и сразу была утверждена на роль, о которой позже сказала — «Это полный поворот на 180 градусов от всего, что я когда-либо делала». Несмотря на то, Алия Шокат стала ассистентом режиссёра, в ходе выбора на роль Ванессы Фарино встретился с большим количеством актрис, в том числе и Эллен Пейдж. После двух прослушиваний, Шокат была утверждена на эту роль. Эллисон Дженни и Оливер Платт снимались вместе в телесериале «Западное крыло»
Перед началом съёмок, концовка фильма была переписана. Лори, Мистер, Дженни, Платт и Броди жили в одном доме вместе В то время как действие фильма происходит осенью в Нью-Джерси, от Дня Благодарения до Рождества, съёмки фильма начались в конце марта 2010 года в Нью-Рошелле (штат Нью-Йорк), и продлились 29 дней. Ряд эпизодов был снят в отеле и казино «Tropicana» в Атлантик-Сити. В целом, фильм был снят камерами компании «Red Digital Cinema Camera Company». При редактировании фильма, Алия Шокат от имени Ванессы стала рассказчиком. Права на прокат были приобретены компанией «ATO Pictures» в сентябре 2011 года.

## Прокат
Премьера фильма состоялась на 36-м Международном кинофестивале в Торонто 10 сентября 2011 года, а 1 мая 2012 года — открыл Кинофестиваль Монтклэйр. 5 октября 2012 года фильм вышел ограниченным тиражом в 110 кинотеатрах США, а 7 декабря — в Великобритании.
7 мая 2013 года «Любовный переплёт» был выпущен на DVD и Blu-ray Disc

## Критика
«Любовный переплёт» получил смешанные отзывы. На сайте «Rotten Tomatoes» его оценка составила 32 % на основе 69 отзывов, а на «Metacritic» — 23 балла из 100, на основе 23 отзывов.
Мойра Макдональд из «Seattle Times» сказала, что «Любовный переплёт» является смешной и «прекрасной тёмной комедией, полной крошечных моментов, которые производят впечатление совершенно реальных». Мик Ласалле из «San Francisco Chronicle» сказал, что несмотря на некоторую недостоверность, фильм ломает обычную комедийную формулу, описывая стандартный поворот событий в неожиданных направлениях. Рафер Гузман из «Newsday» сказал, что этот фильм является «симпатичной, но очень рассеянной комедийной драмой». Майкл Филлипс из «Chicago Tribune» назвал этот фильм грустной комедией с тонизирующим сценарием и отличным актёрским составом. Стив Витти из «The Star-Ledger» сказал, что в фильме «есть несколько хороших линий», в которых Лори был "особенно хорош, " а Кинер — забавна и Платт — очарователен.
Лу Луменик из «New York Post» отметил, что комедийные элементы фильма не полностью реализованы, но характеры полностью отражают специфику среды пригородов Нью-Джерси. Дэвид Руни из «The Hollywood Reporter» заметил, что одарённому актёрскому ансамблю удалось оживить даже такой посредственный материал. Стивен Холден из «The New York Times» сказал, что проблема фильма в том, что его создатели не решили, какой жанр будут использовать — опасную сатиру или серьёзную драму, и вместо этого выбрали и сделали невыразительную середину, в результате чего фильм не имеет ярко выраженной морали и эмоциональности. Шери Линден из «Los Angeles Times» отметила, что в этом неживом фильме персонаж Алии Шокат — Ванесса — является самым интересным из-за своего язвительного взгляда на вещи, в то время как Оуэн Глейберман из «Entertainment Weekly» назвал очаровательной — Лейтон Мистер.
Майкл О’Салливан из «The Washington Post» отметил, что её легкость и яркость пропали без вести благодаря тому, что она слишком серьёзно приняла фильм. Питер Брэдшоу из «The Guardian» отметил, что несмотря на хороший актёрский состав и многообещающий бодрый тон, фильм разочаровывает неубедительностью драматических эпизодов. Мэри Полс из «Time» заметила, что несмотря на хороших актёров фильм является посредственной комедией.